# Jerónimo Costa (Maler)
Jerónimo Costa Arata (* 3. März 1880 in Santa Margherita Ligure; † 31. August 1967 in Santiago de Chile)
war ein chilenischer Maler.
Costa kam als Kind mit seinen Eltern nach Chile. Er nahm zunächst Malunterricht bei Pedro Lira und studierte dann an der Escuela de Bellas Artes bei Fernando Álvarez de Sotomayor. 1918 gehörte er zu den Gründern der Sociedad Nacional de Bellas Artes.
Als Schüler Sotomayors wird Costa der Malergruppe Generación del Trece zugerechnet, obwohl er einen eigenen Malstil pflegte. Er erhielt zahlreiche Preise und wurde 1961 mit einer Werkretrospektive an der Universidad de Chile geehrt. Im Besitz des Museo Nacional de Bellas Artes befindet sich das Ölgemälde La Viuda, die Werke El Bote Abandonado und Consiendo sind im Besitz der Universidad de Concepción.

## Quelle
- Museo Nacional de Bellas Artes - Jerónimo Costa

| Personendaten    | Personendaten                              |
| ---------------- | ------------------------------------------ |
| NAME             | Costa, Jerónimo                            |
| ALTERNATIVNAMEN  | Costa Arata, Jerónimo (vollständiger Name) |
| KURZBESCHREIBUNG | chilenischer Maler                         |
| GEBURTSDATUM     | 3. März 1880                               |
| GEBURTSORT       | Santa Margherita Ligure                    |
| STERBEDATUM      | 31. August 1967                            |
| STERBEORT        | Santiago de Chile                          |